# Nicola Raponi
Nicola Raponi (Tolentino, 4 novembre 1931 – Milano, 26 novembre 2007) è stato uno storico italiano.

## Biografia
Nicola Raponi dal 1978 è stato professore ordinario e poi emerito di Storia moderna della Facoltà di Lettere e Filosofia dell'Università Cattolica del Sacro Cuore di Milano. Nel 1951 vi era entrato come studente nel Collegio Augustinianum.
Ha insegnato Storia del Risorgimento all'Università degli Studi di Parma e Storia contemporanea all'Università degli Studi di Macerata.
La sua attività di ricerca ha ottenuto ampi riconoscimenti a livello nazionale e internazionale.
I temi di studio entro i quali si è svolto il lavoro scientifico di Raponi sono i seguenti: la storia delle istituzioni politiche e amministrative, la storia della cultura e del pensiero politico, la storia della scuola e delle istituzioni educative, la storia religiosa italiana dal Cinquecento al Novecento, la storia dell'Università Cattolica del Sacro Cuore.
È stato un appassionato studioso del cattolico liberale Tommaso Gallarati Scotti, dell'intellettuale milanese Alessandro Verri e della scrittrice Dolores Prato.
Profondamente legato alla città natia, ha contribuito alla nascita e alla crescita di importanti associazioni culturali, tra cui l'Unitre. È stato presidente del Comitato Organizzatore del Bicentenario del Trattato di Pace del 19 febbraio 1797 di Tolentino ed aveva contribuito alla pubblicazione dei “Quaderni del Bicentenario” di cui era direttore editoriale.